# Bistum Jaú
Das Bistum Jaú (portugiesisch Diocese de Jaú) ist eine in Brasilien gelegene römisch-katholische Diözese mit Sitz in Jaú im Bundesstaat São Paulo.

## Geschichte

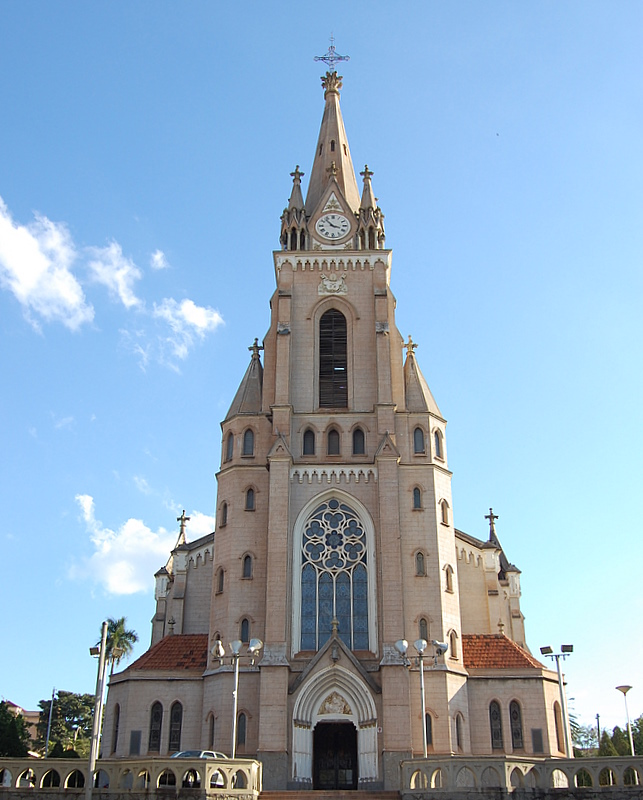
Kathedrale Nossa Senhora do Patrocínio in Jaú

Das Bistum Jaú wurde am 26. Juni 2024 durch Papst Franziskus aus Gebietsabtretungen des Bistums São Carlos errichtet und dem Erzbistum Campinas als Suffraganbistum unterstellt. Erster Bischof wurde Francisco Carlos da Silva.
Das Bistum Jaú umfasst die Munizipien Jaú, Bariri, Barra Bonita, Bocaina, Borborema, Brotas, Dois Córregos, Ibitinga, Itaju, Itápolis, Itapuí, Mineiros do Tietê, Nova Europa, Tabatinga und Torrinha. Die bisherige Pfarrkirche Nossa Senhora do Patrocínio wurde die Kathedrale des Bistums.